# Municipalità di Talsi
La municipalità di Talsi (in lettone Talsu novads) è una delle trentasei municipalità della Lettonia. È situata nella regione storica della Curlandia. Il capoluogo è la città di Talsi.
I confini della nuova municipalità, istituita nel 2021, corrispondono a quelli del vecchio distretto di Talsi abolito nel 2009.

## Suddivisione
La municipalità comprende 4 città (Talsi, Sabile, Stende e Valdemārpils) e 18 parrocchie:
- Abava
- Ārlava
- Balgale
- Dundaga
- Ģibuļi
- Īve
- Kolka
- Ķūļciems
- Laidze
- Lauciene
- Lībagi
- Lube
- Mērsrags
- Roja
- Strazde
- Valdgale
- Vandzene
- Virbi